# 약속 (1999년 드라마)
《약속》은 1999년 4월 12일부터 1999년 9월 3일까지 방영된 SBS 일일드라마이다.

## 등장 인물
- 정선경: 오지영 역
- 정보석: 박승혁 역
- 박선영: 오민영 역
- 최철호: 정일규 역
- 전운: 오 노인 역
- 나문희: 송 여사 역
- 김영란: 조인숙 역
- 김용건: 정 사장 역
- 김해숙: 윤 여사 역
- 임예진: 오순진 역
- 정성모: 임신조 역
- 정흥채: 배종범 역
- 설수진: 정정윤 역
- 배동성: 장대한 역
- 방경림
- 김미희
- 김주혁
- 박미영
- 박윤현
- 황정미
- 조권탁
- 고미영
- 박성혜
- 김영철
- 조선주
- 최성호
- 신현숙
- 장은비
- 이상은
- 권도경
- 김홍표
- 박형재

## 참고 사항
- 정선경이 맡은 오지영 역은 당초 염정아가 낙점됐지만 KBS 2TV 미니시리즈 <학교> 캐스팅으로 고사하였다.
- 이복자매 등 구태의연한 소재가 반복되었다는 지적이 있었다.[1]
- 온전하지 못한 여성상과 왜곡된 남성상 등 시청률에만 전력투구하는 모습이 비판을 받았다.[2]